# Alfons Heiß
Alfons Heiß (* 1897; † 1979) war von 1946 bis 1948 Oberbürgermeister der Stadt Regensburg.

## Leben
Alfons Heiß war katholischer Rechtsanwalt. Am 12. August 1927 heiratete er die 1899 geborene Alice Heidecker, Tochter des Rechtsanwalts und Justizrats David Heidecker, einem liberalen Juden und bis 1920 Vorsitzender der Jüdischen Gemeinde Regensburg, der die Ehe nicht befürwortete. Das Paar lebte in der Hans-Huber-Straße im Westen der Stadt. 1929 wurde die Tochter Helene Meta geboren. Politisch stand Heiß der BVP nahe.
Seine Frau konvertierte 1930 zum katholischen Glauben und nahm 1934 den Namen Elisabeth an, galt aber gemäß den Nürnberger Gesetzen von 1935 weiterhin als Jüdin. Alfons Heiß war mit dem Prokuristen Fritz Bräu und mit Wilhelm Herrmann befreundet, mit denen er während des Zweiten Weltkrieges ausländische Sender hörte. Auf das Hören so genannter Feindsender stand gemäß der Verordnung über außerordentliche Rundfunkmaßnahmen als „Rundfunkverbrechen“ die Zuchthausstrafe und in schweren Fällen die Todesstrafe. Im September 1943 wurden zunächst Herrmann und kurz darauf auch Bräu und Heiß deswegen verhaftet, ebenso die Ehefrauen von Bräu und Heiß, die von ihren Männern als Unbeteiligte bezeichnet wurden. Die Wohnung in der Hans-Huber-Straße wurde von der Gestapo geplündert, Heiß verlor zwei Wochen nach der Verhaftung seine Zulassung als Anwalt und wurde zu zwei Jahren Ehrverlust und eineinhalb Jahren Zuchthaus verurteilt, die er im Zuchthaus Amberg zu verbüßen hatte. Seine Frau wurde zunächst in der so genannten Augustenburg, dem Regensburger Gefängnis hinter dem Amtsgericht in der Augustenstraße, inhaftiert und am 25. November 1943 in das KZ Auschwitz-Birkenau deportiert, wo sie vermutlich 1944 ermordet wurde; ein Stolperstein vor ihrem Wohnhaus erinnert an sie.
Heiß kam am 24. März 1945 aus der Haft wieder frei. Die US-Militärverwaltung setzte Heiß am 5. Mai 1945 als örtlichen Polizeidirektor ein. Sie übertrug ihm am 18. März 1946 das Amt des Oberbürgermeisters, in dem er Gerhard Titze nachfolgte. 1946 fanden in Regensburg die ersten freien Kommunalwahlen nach dem Krieg statt, die die neu gegründete CSU deutlich mit 66,3 % vor der SPD mit 26,7 % gewann. Der parteilose Heiß wurde am 20. Juli vom neugewählten Stadtrat bestätigt. Die Stadt Regensburg war im Vergleich zu anderen größeren Städten von Kriegszerstörungen weitgehend verschont geblieben. Die Luftangriffe betrafen im Wesentlichen die Messerschmidt-Werke außerhalb der Altstadt, wo bis auf wenige Gebäude wie die Stiftskirche Obermünster, die Alte Kapelle und die Neue Waag am Haidplatz kaum Häuser zerstört wurden. An Wohnsubstanz waren etwa 1.000 Gebäude total zerstört und 900 weitere beschädigt, 6.078 Personen waren durch die Luftangriffe obdachlos geworden. Die Sprengung der Donaubrücken in den letzten Kriegstagen beeinträchtigte Verkehr und Versorgung in der Stadt deutlich, sodass deren Wiederherstellung zu den vordringlichen Aufgaben der Stadtverwaltung zählte. Der Hungerwinter 1945/1946 war zwar überstanden, doch neben Tausenden von Displaced Persons, die zumeist in der Ganghofer-Siedlung unterkamen, waren über 12.000 Ostvertriebene, vor allem aus dem Sudetenland, unterzubringen und zu versorgen. 1946 nahm die Straßenbahn Regensburg ihren Betrieb wieder mit 2 Linien auf, vorerst noch auf die Südseite der Donau beschränkt. Auch die Strom- und Gasversorgung lief unterdessen wieder an, während die Güterversorgung durch die Zerstörungen am Regensburger Hafen behindert war. 1948 folgte der CSU-Politiker Georg Zitzler Heiß im Amt. 
Formal blieb Heiß auch während seiner Amtszeit als Oberbürgermeister weiter im Amt des Polizeidirektors; da dies jedoch insofern problematisch war, dass die Vorschriften der Militärregierung eigentlich eine Trennung von Polizei und Politik vorsahen, betraute er den Chef der Kriminalpolizei, Kainz, mit seiner Stellvertretung. Nach dem Ausscheiden aus dem Amt des Oberbürgermeisters übernahm er dann ab 1. Juli 1948 wieder persönlich die Führung der Regensburger Polizei.